# 恩寵の手段
恩寵の手段（おんちょうのしゅだん、Means of Grace）は、キリスト教用語で、キリストに依り頼み、その救いに与ったキリスト者が、信仰に成長するための手段のこと。
救いの恵みを受けるのは、聖書の教えや宗教改革者たちの主張によれば「ただ信仰による」とされているが、その後、受けた恵みの世界に成長するために、聖書に示された手段がいくつかあるとされる。
- 聖書を日々読む
- 祈りの時を聖別する
- クリスチャンとしての証しに励む
- 財を捧げることを含めて、奉仕に励む

などがその一例である。
ジョン・ウェスレーは、このような「神によって定められた恩寵の手段」のほかに、個人個人のクリスチャンが、自分の信仰の成長のため自ら定める手段もあることを教えた。前者は「Institutional Means of Grace」と呼ばれ、後者は「Prudencial Means of Grace」と称されている。これには、自分で定めて行う特定の善行などが含まれる。